# Peżman Posztam
Peżman Posztam (pers. پژمان پشتام; ur. 11 stycznia 1994) – irański zapaśnik walczący w stylu klasycznym. Brązowy medalista mistrzostw świata w 2021. Mistrz Azji w 2021 i drugi w 2020. Triumfator halowych igrzysk azjatyckich w 2017, a także igrzysk wojskowych w 2019. Wicemistrz świata wojskowych w 2016 roku.